# مؤسسه کایزر ویلهلم برای انسان‌شناسی، وراثت انسانی، و اصلاح نژاد

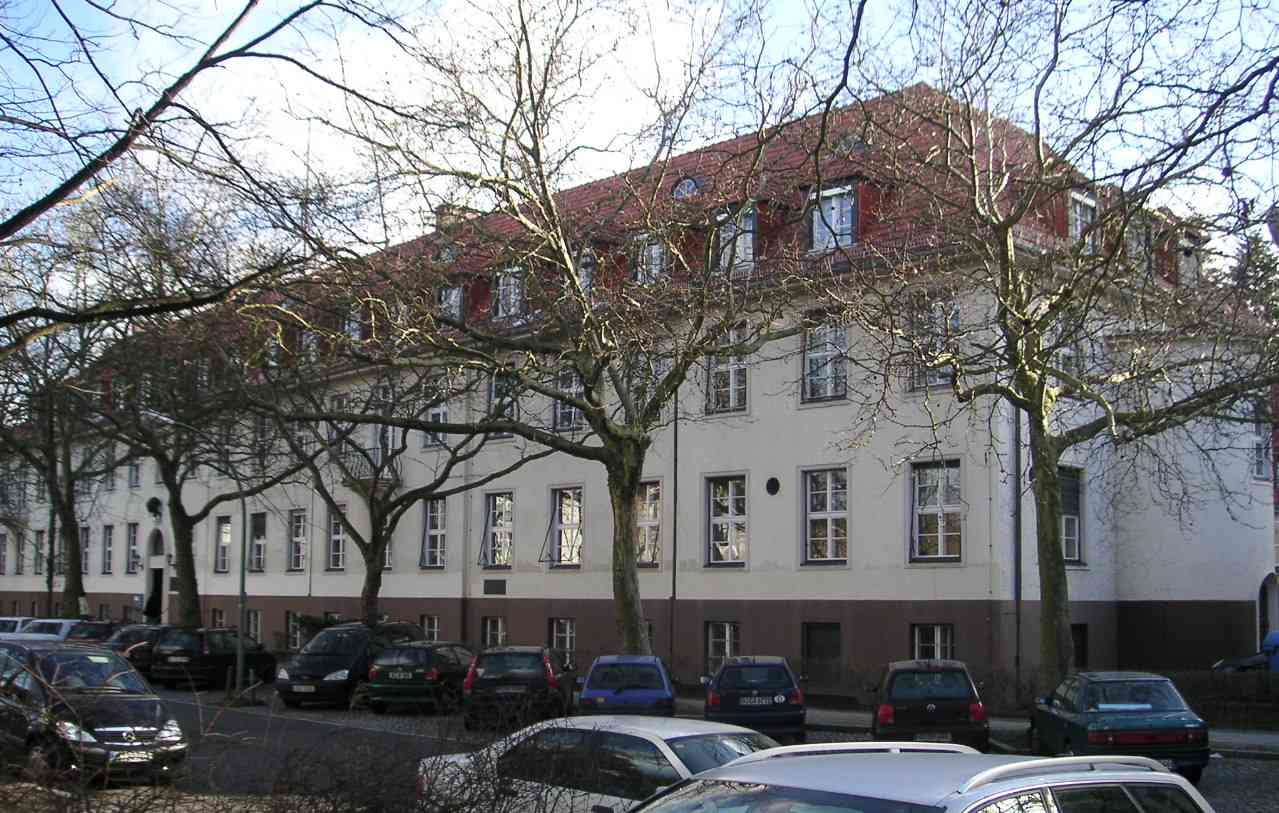
ساختمان پیشین موسسه واقع در دانشگاه آزاد برلین

مؤسسه کایزر ویلهلم برای انسان‌شناسی، وراثت انسانی، و اصلاح نژاد مکانی پژوهشی علمی بود که برای ۱۸ سال میان ۱۹۲۷ تا ۱۹۴۵ فعالیت می‌کرد. این موسه در ۱۹۲۷ در برلین، آلمان، گشایش یافت و عمده فعالیتش در زمینه اصلاح نژاد و پاک ساختن نژاد انسان بود. پس از آغاز جنگ جهانی دوم اما تمرکز اصلی مرکز بر روی مسئله پاکسازی نژادی و تهیه راه‌حلی برای مسئله یهود قرار گرفت. تا سال ۱۹۳۹، این موسسه توسط کمک‌های مالی بنیاد راکفلر اداره می‌شد.

## تاریخچه

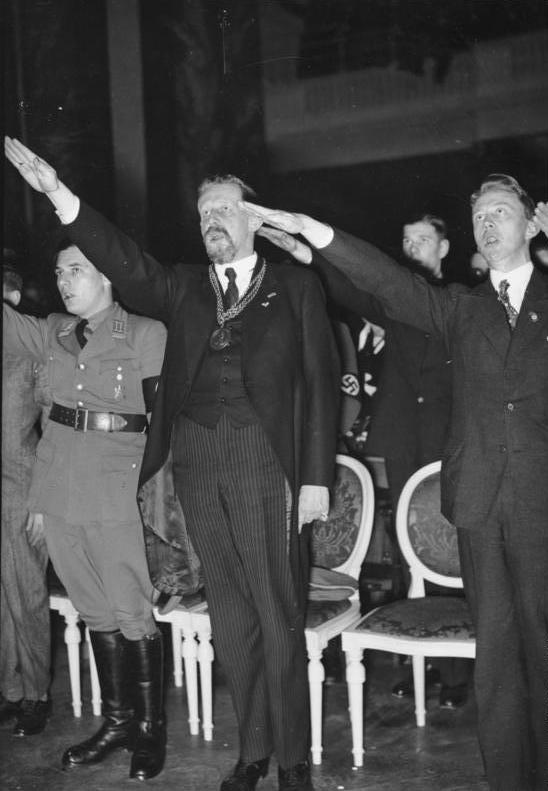
یوگن فیشر، نخستین رئیس مؤسسه، از جمله اعضای حزب نازی بود. عکس مربوط به مراسمی در دانشگاه هومبولت برلین، ۱۹۳۹

در ۱۹۲۲، چندین ژنتیک‌دان برجسته آلمانی خواهان گشایش موسسه ای سلطنتی برای پژوهش در زمینه وراثت و جمعیت‌های انسانی شدند. موسسه کایزر ویلهلم در ۱۹۲۶ توسط انجمن کایزر ویلهلم در محله دالم برلین گشایش یافت. در آغاز، برنامهٔ این مرکز بر فاصله گرفتن از «تعصبات جنبش‌های سیاسی نژادپرستانه و پاک‌گرایانه» بود؛ هدفی که از آن به گفته فرانسیس گالتون با عنوان «اصلاح نژاد مثبت» یاد می‌شود.
یوگن فیشر نخستین رئیس این موسسه بود که خود ریاست بخش «انسان‌شناسی» را نیز بر عهده داشت. او و همکارانش در میان سال‌های ۱۹۳۷ تا ۱۹۳۸، ۶۰۰ کودک را در آلمان نازی مورد مطالعه قرار دادند؛ کودکانی که از آن‌ها با عنوان «حرامزادگان راینلند» یاد می‌شد و اغلب فرزندان سربازان آفریقایی–فرانسوی مستقر در راینلند پس از جنگ جهانی یکم و مادران آلمانی بودند. این کودکان بعدها به ناچار عقیم شدند.
رئیسان این موسسه از آغاز تا پایان این افراد بودند:
- ۱۹۲۷–۱۹۴۲: یوگن فیشر
- ۱۹۴۲–۱۹۴۵: اوتمار فون فرشوئر